# 小妹耳介
小妹耳介（学名：Aurila imotoi）为半花介科耳介屬下的一个种。